# Мужчине живётся трудно. Фильм 37: Мечты Торадзиро о синей птице
«Мужчине живётся трудно. Фильм 37: Мечты Торадзиро о синей птице» (яп. 男はつらいよ　幸福の青い鳥, отоко-ва цурай ё сиавасэ-но аой тори; англ. Tora-san's Bluebird Fantasy  (Tora-san 37) — японская комедия режиссёра Ёдзи Ямады, вышедшая на экраны в 1986 году. 37-й фильм популярного в Японии киносериала о комичных злоключениях незадачливого чудака Торадзиро Курума, или по-простому Тора-сана. По результатам проката фильм посмотрели 1 млн. 511 тыс. японских зрителей.

## Сюжет
Странствующий торговец Торадзиро Курума, более известный как Тора-сан, путешествует из провинции Тёсю на южный остров Кюсю. В деревне, где он был много лет назад, он увидел старый традиционный театр Кабуки, который он уже посещал в то время. Он был закрыт на протяжении многих лет, потому что была закрыта угольная шахта этого района. Тора опечален, узнав, что главный актёр, которого он уважал, скончался. Он хочет выразить своё последнее почтение его взрослой дочери Михо.
Михо рада видеть Тора-сана: будучи дочерью своего отца, она была частью труппы этого передвижного театра и с тех пор вспоминает о Тора-сане все эти годы (Тора-сан, в частности, вспоминает выступление отца 1963 года, припоминая целую серию приключений, которые Торадзиро смог пережить ещё до начала истории, показанной в серии фильмов «Мужчине живётся трудно»).
Когда Тора-сан возвращается в магазин сладостей своей семьи в Сибамате (Токио), ему предшествует Михо, которая пытается решить, что ей делать сейчас, когда она осталась совсем одна. Она ищет новый смысл своей жизни в Токио, и семья Тора-сана помогает ей найти работу в китайском ресторане. Тем временем она сталкивается с неудавшимся художником Кэнго, в которого влюбляется. Кэнго — нечто вроде панка, очень нонконформистского и раздражающе болтливого, с истощающимися амбициями стать настоящим художником. Несмотря ни на что, Михо привлекает его, а он — её.

## В ролях
- Киёси Ацуми — Торадзиро Курума (или Тора-сан)
- Тиэко Байсё — Сакура, сестра Торадзиро
- Эцуко Сихоми — Михо
- Цуёси Нагабути — Кэнкити
- Нарими Аримори — девушка с горячих источников
- Гин Маэда — Хироси, муж Сакуры
- Масами Симодзё — Тацудзо Курума, дядя Тора-сана
- Тиэко Мисаки — Цунэ Курума, тётя Тора-сана
- Хидэтака Ёсиока — Мицуо Сува, сын Сакуры и Хироси, племянник Тора-сана
- Хисао Дадзай — Умэтаро, босс Хироси
- Тисю Рю — Годзэн-сама, священник

## Премьеры
- — национальная премьера фильма прошла 20 декабря 1986 года в Токио[1][3].
- — В Соединённых Штатах Америки фильм был впервые показан в июне 1987 года в Нью-Йорке[3]